# Midori, Gunma
Midori (japanska: みどり市?, Midori-shi) är en stad i Gunma prefektur i Japan. Staden skapades 2006 genom en sammanslagning av kommunerna Azuma, Kasakake och Ōmama.